# Jasmin Repeša
Jasmin Repeša, és un entrenador de bàsquet croat nascut l'1 de juny de 1961, a Čapljina, República Socialista de Bòsnia i Hercegovina, RFS Iugoslàvia. La temporada 2012-13 va compaginar els càrrecs d'entrenador de l'Unicaja de Màlaga i seleccionador nacional de Croàcia, amb qui va aconseguir la quarta posició a l'Eurobàsquet d'Eslovènia.

## Palmarès
- Lliga de Croàcia: 4 (KK Cibona: 1996, 1997, 2002, 2012), 2 (KK Cedevita, 2014, 2015)
- Copa de Croàcia: 3 (Cibona Zagreb: 1996, 2002), 1 (KK Cedevita, 2014)
- Lliga de Turquia: 2 (Tofas SK: 1999, 2000)
- Copa de Turquia: 2 (Tofas SK: 1999, 2000)
- LEGA: 1 (Fortitudo Bologna: 2005), 1 (Olimpia Milano: 2016)
- Copa d'Itàlia: 2 (Olimpia Milano: 2016, 2017)
- Supercopa d'Itàlia: 2 (Fortitudo Bologna: 2005), 1 (Olimpia Milano: 2016)
- Copa de Montenegro: 1 (KK Budućnost: 2019)